# NGC 4151
NGC 4151 (также известная как Око Саурона (англ. Eye of Sauron)) — спиральная галактика с перемычкой (тип SBa) в созвездии Гончих Псов. Сейфертовская галактика, относится к шести «классическим» сейфертовским галактикам, описанным в пионерской работе Карла Сейферта. Одна из самых ярких и близких к нам активных галактик. 
Существуют исследования, указывающие на наличие в центре галактики не одной, а двух сверхмассивных чёрных дыр с массами 40 млн и 10 млн масс Солнца, находящихся на расстоянии менее парсека друг от друга и обращающихся вокруг общего центра тяжести с периодом обращения 16 лет. Также в галактике фиксируется избыточное излучение радиолинии CO.
При хороших погодных условиях вполне доступна для наблюдений любителями астрономии с телескопами диаметром от 70 мм.
В NGC 4151 в 2018 году зарегистрирована вспышка сверхновой, получившей обозначение SN 2018aoq. Она относится к типу II-P. На архивных снимках была обнаружена вероятная звезда-предшественник сверхновой.